# Середземноморський геосинклінальний пояс

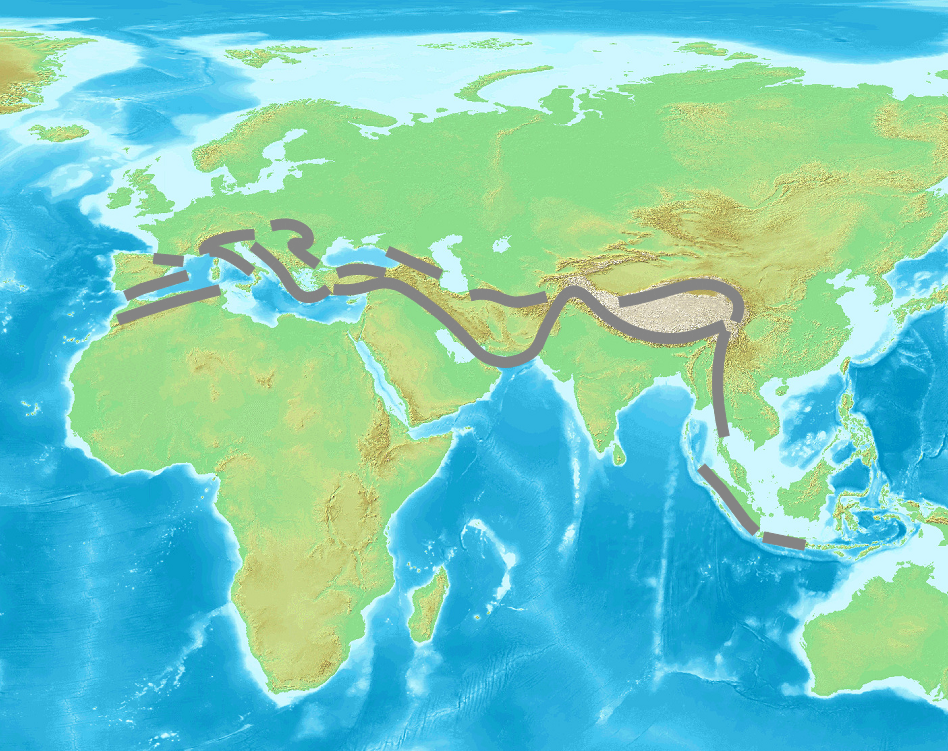
Складчасті пояси на мапі світу

Тектонічна мапа альпійських структур в країнах Близького Сходу та Південної Європи, які належать до західної частини Альпійського пояса.

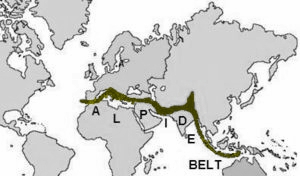
Тектонічна мапа альпійських структур.

Середземноморський геосинклінальний пояс (Альпійський геосинклінальний пояс), одна з найбільших рухомих областей земної кори, що розділяє Східно-Європейську, Сибірську, Китайсько-Корейську і Південно-Китайську платформи з одного боку і Африкано-Аравійську і Індостанську плити — з іншого.

## Загальний опис
Середземноморський геосинклінальний пояс тягнеться через всю Євразію від Гібралтарської протоки на заході, включаючи велику частину Західної і Південної Європи, Середземне море, Північну Африку (Марокко, Алжир, Туніс, Південно-Західну Азію і Індонезійський архіпелаг, де Середземноморський геосинклінальний пояс зчленовується з Тихоокеанським геосинклінальним поясом.
Середземноморський геосинклінальний пояс складається з байкальських, каледонських, герцинських, кімерійських і альпійських геосинклінальних складчастих систем. До Середземноморського геосинклінального поясу відносяться: герцинська (варісцийська) складчаста область Західної і Центральної Європи, Альпійська геосинклінальна область і Індонезійська складчаста область. На місці Середземноморського геосинклінального поясу в палеозойський і мезозойський час був океан — Тетіс.
Протяжність — 16 тис. км. Складається з байкальських, каледонських, герцинських, кімерійських і альпійських геосинклінальних складчастих систем. В Україні охоплює Карпатські гори та Кримські гори, Переддобруджинський прогин, Азово-Чорноморську геосинклінальну систему.

## Корисні копалини
Передові і міжгірські прогини відрізняються нафтогазоносністю, відомі родовища руд чорних і кольорових металів.